# Shaban
Shaban ist ein Familienname und ein männlicher Vorname, abgeleitet vom arabischen Monat Schaʿbān.

## Verbreitung
Der Name ist in Deutschland seit den 1940er Jahren regelmäßig in den Hitlisten anzutreffen. In den letzten 10 Jahren wurde er etwa 120 Mal vergeben. In Österreich kommt er seit 2004 gelegentlich in der Namensgebung vor. Shaban wird in der Schweiz seit vielen Jahren fast jährlich gewählt. Von 1930 bis 2022 rund 610 Mal.
In den nordischen Ländern Dänemark und Norwegen ist der Name selten anzutreffen, in Schweden wird er etwas häufiger vergeben. Der Name gilt in England als mäßig beliebt, er wurde von 1996 bis 2021 circa 70 Mal gewählt. Seine Vergabe ist auch in Liechtenstein, Frankreich, Schottland, Kanada und den USA nachgewiesen.

## Namensträger

### Familienname
- Ahmed Shaban, ägyptischer Sportschütze
- Ali Shaban (* 1974), kuwaitischer Fußballschiedsrichter
- El-Desoky Shaban, ägyptischer Ringer
- Fadel Shaban, ägyptischer Boxer
- Hani Shaban, syrischer Hochschulrektor
- Iman Shaban, ägyptische Fechterin
- Shadi Shaban (* 1992), palästinensischer Fußballspieler
- Zaina Shaban (* 1988), jordanische Tischtennisspielerin

### Vorname
- Faysal Shaban Alsharaa (* 1986), libyscher Radrennfahrer
- Shaban Demiraj (1920–2014), albanischer Wissenschaftler
- Shaban Ismaili (* 1989), mazedonischer Fußballspieler
- Adem Shaban Jashari (1955–1998), kosovarischer Militär

### Künstlername
- Johannes Gwisdek (* 1980), deutscher Musiker und Schauspieler

## Varianten
- Şaban
- Šaban
- Schaban
- Shaaban